# Castellaniella defragrans
Castellaniella defragrans es una especie de bacteria gramnegativa del género Castellaniella. Fue descrita en el año 2006, es la especie tipo. Su etimología hace referencia a degradación de compuestos aromáticos. Anteriormente conocida como Alcaligenes defragans, que se describió en el 1998. Es anaerobia facultativa y móvil por flagelación perítrica. Tiene un tamaño de 0,2-0,8 μm de ancho por 1,3-2 μm de largo. Temperatura óptima de crecimiento de 25-30 °C. Tiene un contenido de G+C de 66,9%. Se ha aislado de lodos activados en Alemania. 